# Kazuhiro Murakami
Kazuhiro Murakami (jap. 村上 和弘 Murakami Kazuhiro; ur. 20 stycznia 1981 w Yokkaichi) – japoński piłkarz występujący na pozycji obrońcy.

## Kariera klubowa
Od 1999 do 2015 roku występował w klubach Yokohama F. Marinos, Vegalta Sendai, Kawasaki Frontale i Omiya Ardija.